# 반아나키스트 국제회담
아나키스트들로부터 사회를 방어하기 위한 로마 국제회담(영어: International Conference of Rome for the Social Defense Against Anarchists)은 1898년 11월 24일에서 12월 21일까지 이탈리아 왕국 로마에서 진행된 국제회담이다. 그해 9월 10일 제네바에서 오스트리아 황후 씨시가 아나키스트 루이지 루체니에게 암살당한 사건에 대응하여 21개국에서 54명의 대표단이 모였다.:795–796:278 회담에 참여자들은 아나키스트를 사찰하기 위한 특수한 조직들이 필요하다는 데 동의하였다. 또한 폭발물 소지, 아나키스트 조직 가입, 아나키스트 선전물 배포 등을 불법화해야 하고 국제공조가 필요하다는 내용이 결의안에 포함되었다. 여기서 아나키즘은 “사회조직을 파괴하기 위해 폭력적 수단을 사용하는 임의의 행위”로 정의되었다.:795–796
1901년 9월 14일 미국 대통령 윌리엄 매킨리가 레온 촐고츠에게 암살당하면서 1904년 3월에 러시아 상트페테르부르크에서 한 차례 더 반아나키즘 국제회담이 있었다. 여기에는 독일, 오스트리아-헝가리, 덴마크 등 10개국에서 대표를 보냈다.:796:278–279 상트페테르부르크에서 작성된 「아나키즘과의 국제전쟁을 위한 비밀의정서」가 정초되었다. 포르투갈과 스페인은 사후에 이 의정서에 동참하였다. 프랑스와 영국은 끝까지 동참하지는 않았지만 아나키즘 관련된 경찰업무에 있어서 다른 나라와 공조하겠다는 의지는 표명했다. 미국 정부는 상트페테르부르크 회담에 참여하지도 않았고 의정서에 대한 지지표명을 하지도 않았으나 매킨리를 승계해서 대통령이 된 시어도어 루스벨트는 아나키즘과 투쟁하기 위한 국제적인 조약이 필요하다고 주장했다.:278-279